# Jelani Walker
Jelani Walker (* 10. Juni 1998 in Kingston) ist ein jamaikanischer Leichtathlet, der sich auf den Sprint spezialisiert hat.

## Sportliche Laufbahn
Erste internationale Erfahrungen sammelte Jelani Walker bei den CARIFTA Games 2013 in Nassau, bei denen er in 10,93 s die Bronzemedaille im 100-Meter-Lauf in der U17-Altersklasse gewann und mit der jamaikanischen 4-mal-100-Meter-Staffel in 41,38 s die Goldmedaille gewann. 2017 gewann er bei den CARIFTA Games in Willemstad in 10,61 s die Bronzemedaille über 100 Meter in der U20-Altersklasse und siegte in 40,10 s im Staffelbewerb. 2022 startete er mit der Staffel bei den Weltmeisterschaften in Eugene und belegte dort mit 38,06 s im Finale den vierten Platz. 2024 nahm er mit der Staffel an den Olympischen Sommerspielen in Paris teil und verpasste dort mit 38,45 s den Finaleinzug.

## Persönliche Bestzeiten
- 100 Meter: 10,00 s (+1,0 m/s), 24. Juni 2022 in  Kingston
- 200 Meter: 20,65 s (+0,6 m/s), 1. Mai 2022 in Clermont